# Velká synagoga (Plzeň)

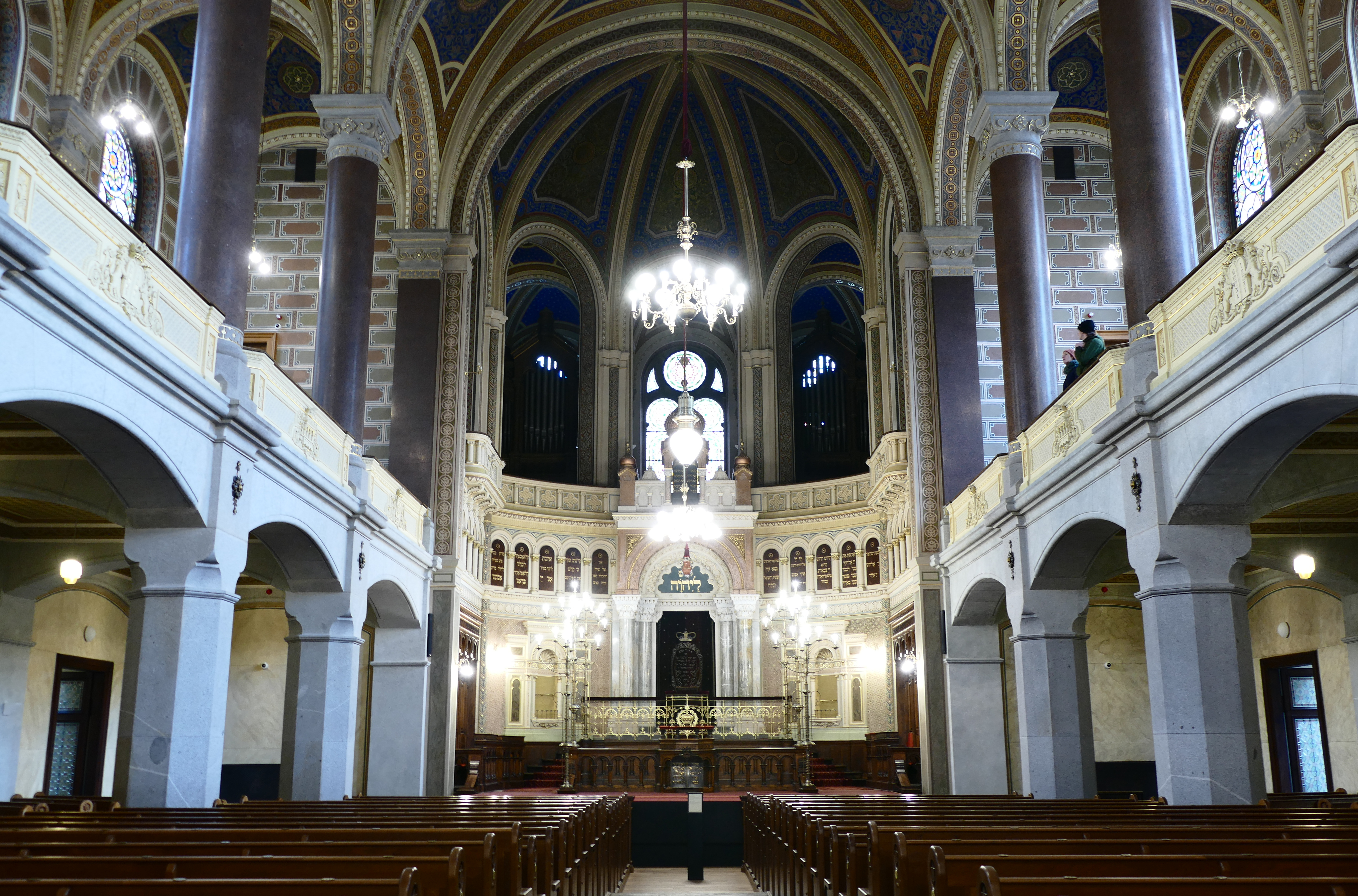
Pohled do interiéru synagogy

Velká synagoga je největší synagoga v Česku, která se nachází v centru města Plzeň v ulici sady Pětatřicátníků. Jde zároveň o druhou největší synagogou v Evropě (po budapešťské) a pátou největší na světě po dvou jeruzalémských, newyorské a budapešťské. V roce 1992 byla prohlášena kulturní památkou České republiky.

## Do roku 1989
Velká synagoga byla postavena v novorománském slohu s maurskými prvky podle plánů vídeňského architekta narozeného v Prostějově na Moravě Maxe Fleischera, přepracovaných plzeňským stavitelem Emanuelem Klotzem. Stavba probíhala v letech 1888 až 1892. Podle pamětního listu, nalezeného v báni severní věže, se náklady na stavbu vyšplhaly k 141 092,06 zlatých (v přepočtu zlata na dnešní hodnotu (k roku 2024) by to bylo cca 65 miliónů Kč). Jedná se o monumentální stavbu se dvěma 45metrovými věžemi a trojlodní dispozicí. Interiér synagogy je zdoben výmalbou s rostlinnými motivy. Součástí jsou též varhany z roku 1890. Ve dvoře synagogy se nachází patrový rabínský dům, postavený v novorománském slohu.
6. března 1939 se členové antisemitského fašistického hnutí Vlajka pokusili provést bombové útoky na Velkou synagogu a další židovské památky v Plzni. Akce se však nezdařila.
Během druhé světové války sloužila synagoga jako skladiště. Po válce byla až do roku 1973 využívána opět k bohoslužebným účelům. Do konce komunistického režimu pak byla opuštěná a chátrala.

## Po roce 1989
Po roce 1989 zaslali představitelé obce stovky prosebných dopisů židovským komunitám v USA, aby získali finanční prostředky na rekonstrukci. Toto úsilí však bylo neúspěšné. Pouze díky příspěvku z Ministerstva kultury České republiky (asi 5 milionů Kč) bylo možné začít s částečnými opravami.
V roce 1992 byla synagoga prohlášena kulturní památkou, v letech 1995 až 1997 prošla rekonstrukcí. Byly dokončeny tři etapy s celkovými hrubými náklady 58 milionů Kč.
Na jaře 1998 při příležitosti židovského svátku Tu bi-švat (11. února) byla synagoga slavnostně znovuotevřena pro veřejnost. Dne 20. září téhož roku v den svátku Roš ha-šana se v synagoze konala první bohoslužba po mnoha letech. Od té doby se zde uskutečnilo velké množství kulturních akcí, např. vystoupení světově známých operních pěvců Petera Dvorského a Josepha Malowanyho nebo fotografické výstavy.
Další velká rekonstrukce, zejména interiéru, proběhla v letech 2019 až 2022. Slavnostní otevření se uskutečnilo 10. dubna 2022, kdy se uskutečnil průvod ze Staré plzeňské synagogy ve Smetanových sadech do Nové synagogy, při kterém byl nesen svitek nově ozdobené Tóry. 